# Élisa de Try
Élisa Marie Caroline Doutrelon de Try, née Élisa de Try (parfois orthographié Éliza de Try) le 2 août 1846 à Cambrai et morte le 9 juin 1922 à Lambersart, est une violoncelliste ayant eu une activité de soliste et d'interprète virtuose durant la deuxième moitié du XIXe siècle.

## Biographie
Élisa de Try est la fille de Charles de Try (1819-1887) et de Émilie Camille Euphrasie Clara Blervacq (1822-1886).
Son père Charles de Try est né le 19 janvier 1819 à Bruxelles, dans le royaume uni des Pays-Bas, qui allait devenir le royaume de Belgique en 1830. Lui-même violoncelliste, il commença en tant qu'enfant de chœur au sein de l'église Notre-Dame du Sablon à Bruxelles avant de suivre au conservatoire royal de Bruxelles les cours de violoncelle d'Alexandre Batta à partir d'octobre 1833 puis de François de Munck à partir de 1836. Il obtint son deuxième prix de violoncelle en 1837 puis son premier prix de violoncelle en 1838. Charles de Try devint ensuite maître de chapelle de l'archevêque de Cambrai au sein de l'église métropolitaine. Il fut régulièrement membre du jury au conservatoire royal de Bruxelles. En 1850, il composa un Te Deum. Il écrit également Norma, Grande Fantaisie pour violon, violoncelle et piano avec le violoniste Célestin Tingry. Durant les années 1860, il se produisit en France, en Belgique et aux Pays-Bas avec sa fille Élisa de Try. Il suivit enfin celle-ci à Lille où il devint professeur de violoncelle du conservatoire de Lille et mourut à Lambersart comme Élisa de Try.
Sa mère Émilie Camille Euphrasie Clara Blervacq n'était pas musicienne et s'est mariée avec Charles de Try le 9 janvier 1843 à Courtrai. De leur union naîtra donc Élisa de Try et Édouard Charles Léon Joseph Gaston de Try.

### Formation
Élisa de Try débuta sa formation avec son père Charles de Try.
Elle bénéficia également de conseils de son oncle M. Perriquet, qui donnait des cours de solfège et de violon à l'académie de Valenciennes, avant de suivre des cours dispensés par Auguste-Joseph Franchomme, natif du Nord (à Lille) comme elle, dès 1862 à Paris pendant 18 mois. À partir de juin 1863, elle commença à suivre les cours d'Adrien-François Servais au conservatoire royal de Bruxelles. Elle obtint rapidement son premier prix de violoncelle à l'été 1864 en présentant le Grand concerto de Bernhard Romberg.

### Années d'activité
Ses premières représentations datent de 1862 (Paris, Boulogne-sur-Mer, Saint-Quentin et Lille) et comportaient systématiquement des œuvres d'Adrien-François Servais. Elle donna un concert au conservatoire royal de Bruxelles en octobre 1864 et continua de donner d'autres concerts au conservatoire royal de Bruxelles grâce à François-Joseph Fétis que lui avait présenté son professeur Adrien-François Servais.

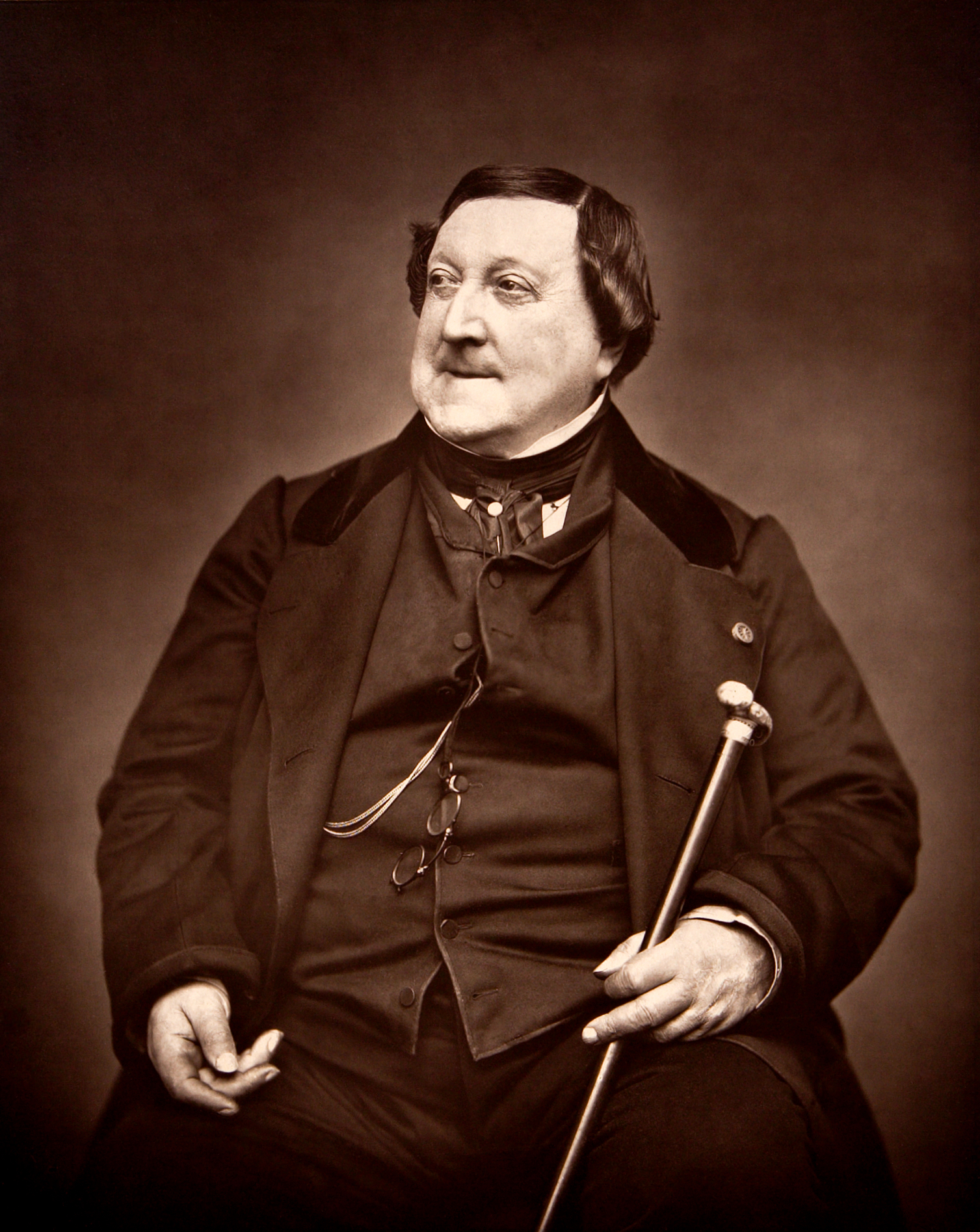
Rossini photographié par Carjat

Déjà connue à Bruxelles, elle poursuivit sa carrière en se rendant à Paris, l'un des centres mondiaux de la musique à l'époque. Au printemps 1865, elle se reproduisit devant la Société des Concerts du Conservatoire de Paris et y reçut les encouragements de Gioachino Rossini et de Daniel Auber. Élisa de Try donna un concert au Cirque Napoléon devant cinq mille spectateurs à tout juste dix-neuf ans en 1865 où elle impressionna l'auditoire comme le rapporte George Hainl dans le tome 45 de L'Illustration (janvier à juin 1865). Lors de ce concert, elle interpréta la Fantaisie caractéristique pour violoncelle (op. 8) d'Adrien-François Servais. Elle joua également beaucoup dans les salons parisiens, notamment celui du comte Émilien de Nieuwerkerke, où elle reçut de nombreuses ovations. Elle se présenta dans la salle Pleyel à Paris en avril 1865 où se trouvaient dans le public de nombreux membres de la noblesse et de l'aristocratie comme le baron de Rothschild. Lors de son passage à Paris en 1865, elle fut photographiée par Étienne Carjat qui revendit son atelier à Legé & Bergeron. La même année 1865, elle fait partie d'un quintette exclusivement féminin, fait rare pour l'époque, composé de Mlle Champais au piano, Mlles Maria Boulay et Castellan aux violons et Mlle Biot à l'alto.
Les années qui suivirent, Élisa de Try se produisit dans des dizaines de villes françaises et se rendit également à l'étranger :
- Cambrai, Bruxelles, Valenciennes, Espagne en 1865
- La Haye (Pays-Bas), Calais, Cambrai, Bruxelles, Beauvais et Laon en 1866
- Angers, Chalon-sur-Saône, Auxerre, Amiens, Nantes, Troyes et Rennes en 1867
- Valenciennes et Arras en 1868
- Bordeaux et Lisbonne (Portugal) en 1869
- Strasbourg en 1870
- New-York en 1871[3]
- Tours en 1873

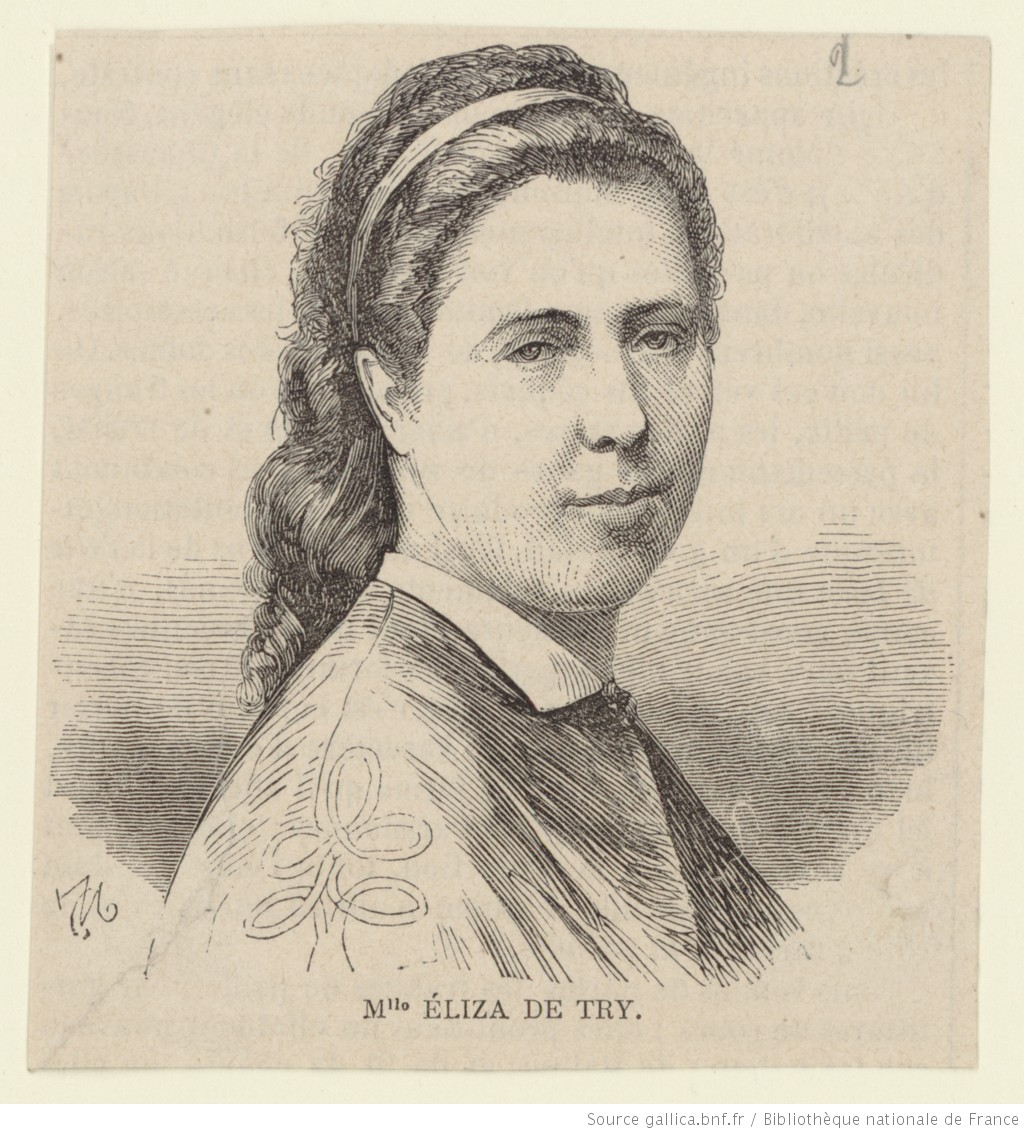
Gravure sur bois (9 x 9 cm), 1865, auteur inconnu

Son répertoire se composait d'œuvres d'Adrien-François Servais, Bernhard Romberg, Georg Goltermann, Nicolas Dalayrac, Camillo Sivori et Hippolyte Prosper Seligmann.
Parmi d'autres distinctions, Élisa de Try fut également officier d'Académie, décorée de la croix de bronze de 1870 et de la médaille commémorative 1870-1871 pour son rôle d'infirmière pendant la guerre de 1870 et nommée violoncelliste de Louis Ier (roi de Portugal). En outre, elle reçut les palmes académiques en 1884.
Enfin, il semble qu'Élisa de Try ne fut pas professeur car on ne lui connaît pas d'élève.

### Mariage

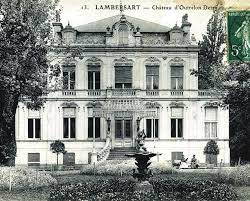
Lambersart - château du Bas-Grandel (carte postale ancienne)

Élisa de Try se maria le 6 avril 1875 à Cambrai avec Oscar Jules Doutrelon (né le 8 avril 1851 à Lille - mort le 14 mars 1937 à Lambersart) qui prit, fait rare pour l'époque le nom de sa femme en complément du sien pour devenir Oscar Doutrelon de Try. Ils vécurent au château du Bas-Grandel à Lambersart de 1888 à leur mort. Oscar Doutrelon de Try était horloger de profession et exploitait le magasin « Aux mille pendules », situé alors place de la Gare à Lille. Émile Pierre Ratez (1851-1934), directeur du conservatoire de Lille, lui dédia Vesontio op. 44 en 1903. Oscar Doutrelon de Try fut nommé en 1922 président d'honneur de la Société des Concerts populaires de Lille fondée en 1877, dont Émile Ratez était alors président. Par ailleurs, Oscar Doutrelon de Try était également un mécène qui finançait les études de jeunes personnes aux Beaux-Arts et au conservatoire.
Comme souvent pour l'époque pour une femme, Élisa de Try mit un terme à sa carrière d'interprète soliste prématurément et arrêta peu à peu ses concerts jusqu'à sa dernière représentation connue le 4 février 1877 à Hal en Belgique (lieu de naissance d'Adrien-François Servais). Lors de ce concert, organisé par le Cercle Servais, elle interpréta la Fantaisie caractéristique pour violoncelle (op. 8) et le Duo pour deux violoncelles avec son père. Elle se consacre cependant à la musique de chambre après 1878.
Le couple n'eut pas d'enfant et donc pas de descendance.

### Décès et hommages

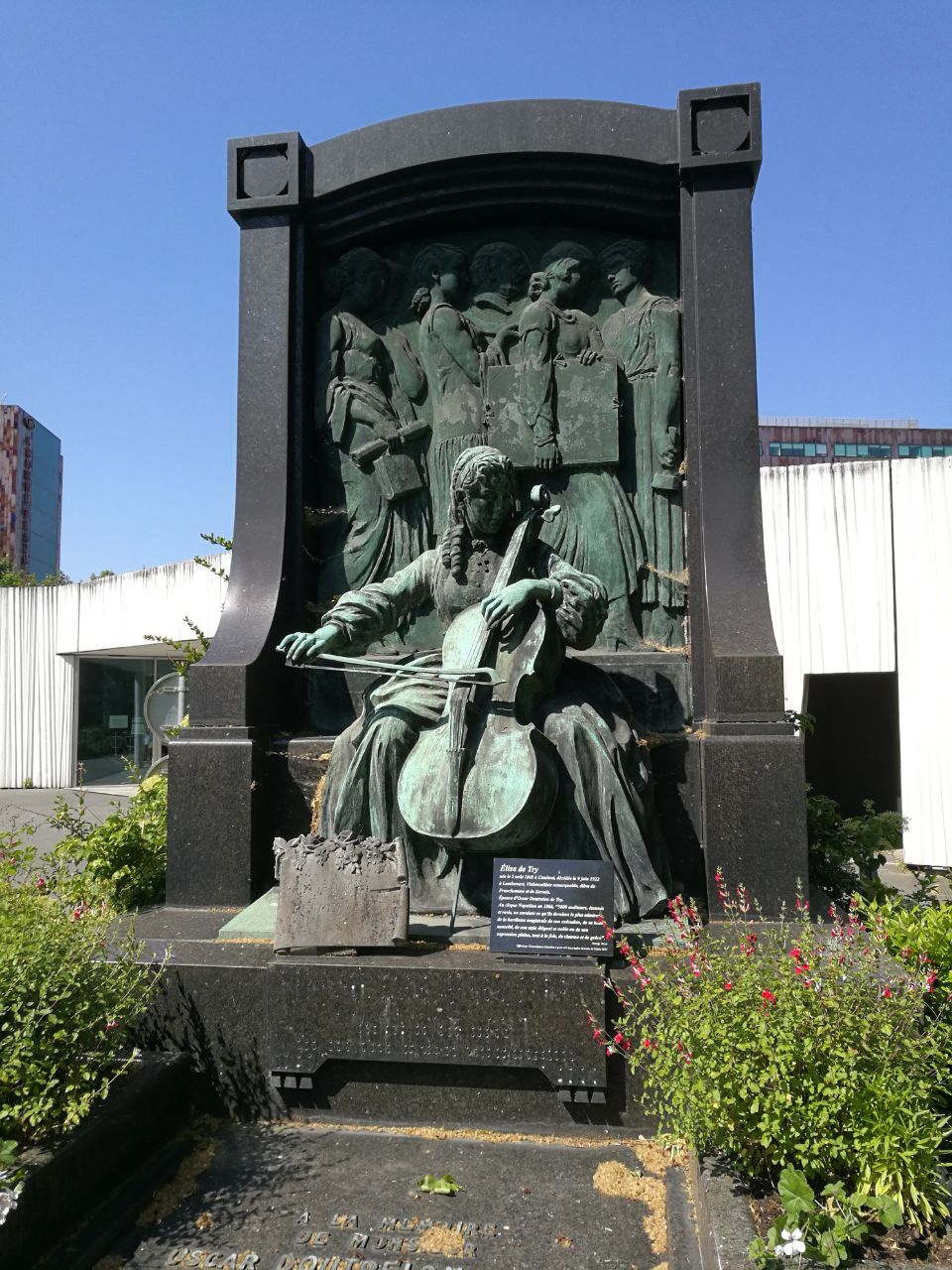
Cénotaphe en hommage à Élisa de Try au Cimetière de l'Est à Lille

La Première Guerre mondiale et l'occupation allemande vont altérer la santé d'Élisa de Try qui meurt le vendredi 9 juin 1922 à Lambersart. Les obsèques eurent lieu à l'église Saint-Calixte de Lambersart le mardi 13 juin 1922. Elle fut inhumée au cimetière de Saint-Géry à Cambrai au sein du caveau familial mais son époux, Oscar Doutrelon de Try, fit ériger un cénotaphe en son honneur au cimetière de l'Est à Lille. Cette statue est l'un des monuments marquants de ce cimetière. Albert Baert, architecte et ami du couple, et Charles Caby, sculpteur, sculptèrent cette statue symbolique qui représente Élisa de Try en trois dimensions et jouant en position du pouce son violoncelle. Sa statue se trouve face à celle de Pierre Mauroy, ancien premier ministre et ancien maire de Lille, à l'entrée du Cimetière de l'Est de Lille dans l'allée G1, non loin de la gare de Lille Europe.

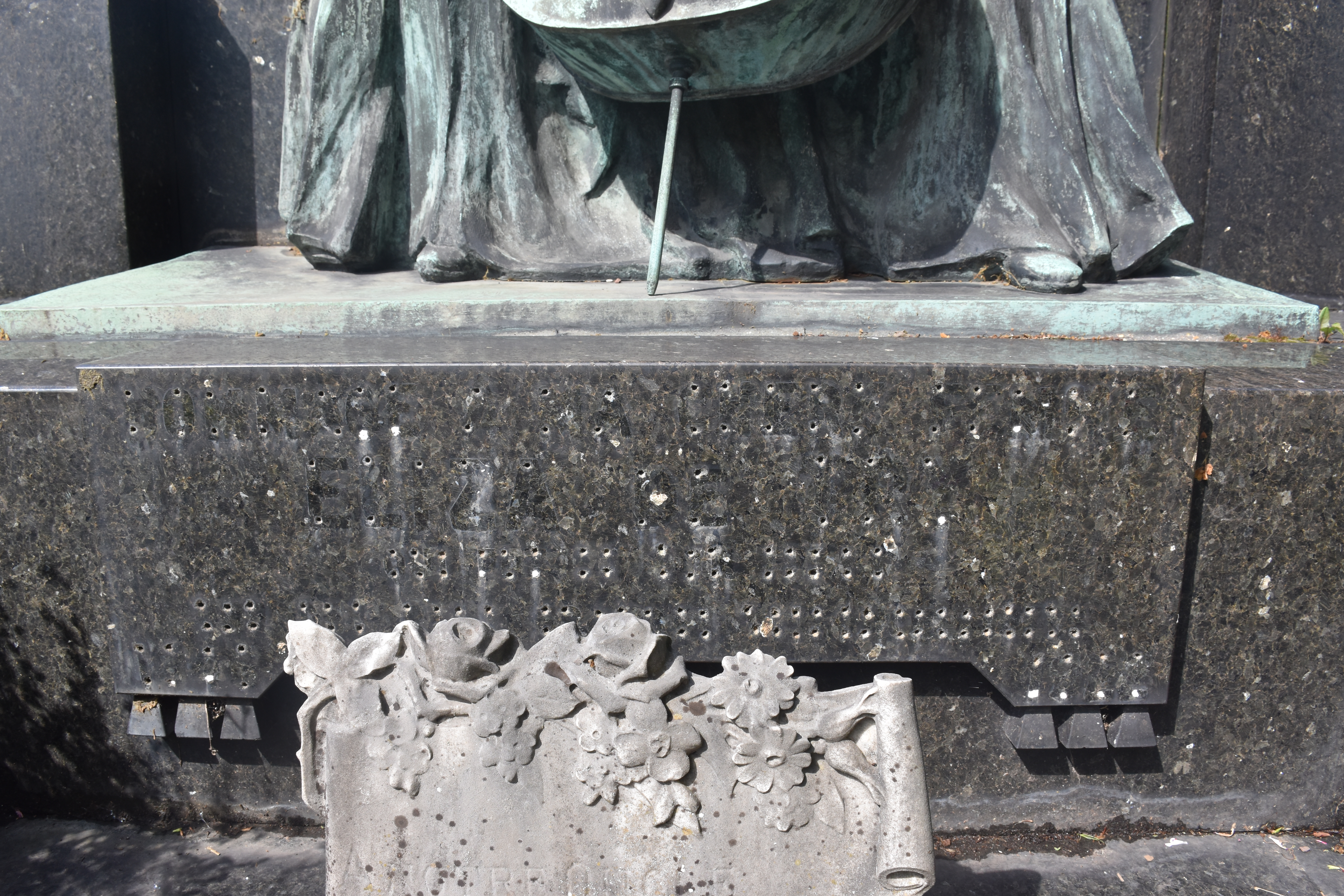
Traces d'inscriptions sur la statue d'Éliza de Try : "Hommage à ma chère femme Éliza de Try"

Au fil du temps son nom a disparu du monument, mais il est possible de deviner une ancienne inscription : « Hommage à ma chère femme Éliza de Try ». Il semble qu'il y ait un texte supplémentaire en dessous. Une plaque commémorative pour le centenaire de sa disparition a été financée le 9 juin 2022 par l'association Chambre à Part et l'association Servais à Hal.
Un concert hommage organisé par l'association Chambre à Part pour le centenaire de la mort d'Élisa de Try, initialement prévu le 5 juin 2022 mais reporté car un musicien était atteint du COVID-19, a eu lieu au couvent des Dominicains de Lille le 4 juin 2023. Ce concert rendit également hommage aux compositrices françaises contemporaines d'Élisa de Try comme en témoigne le programme :
- Quatuor à cordes de Marie Jaëll
- 3 Pièces pour quatuor de Madeleine Dedieu-Peters
- Quintette à cordes avec contrebasse de Louise Farrenc
- La Fileuse, dédiée à "Mlle. Élisa de Try"[19] d'Émile Dunkler (nl) (1838-1871) : violoncelliste lui-même, saxophoniste, compositeur néerlandais et ami d'Élisa de Try qu'il rencontra à Paris

Un deuxième concert eu lieu le même jour en son hommage avec notamment un duo d'Adrien-François Servais au programme.

## Annexe